# Saphobius nitidulus
Saphobius nitidulus là một loài bọ cánh cứng trong họ Bọ hung (Scarabaeidae).